# Palacio Episcopal de Málaga
El Palacio Episcopal de Málaga se encuentra en la plaza del Obispo, muy próximo a la Catedral de Málaga. Fue construido bajo el patrocinio del arzobispo José Francisco Lasso de Castilla a partir del año 1762.
Sus trazas se deben al arquitecto Antonio Ramos, quien a la muerte de José de Bada, en 1756, continúa con las obras que este realizaba para la catedral, levantando los poderosos cubos cilíndricos que centran las puertas de su crucero. 

## Descripción

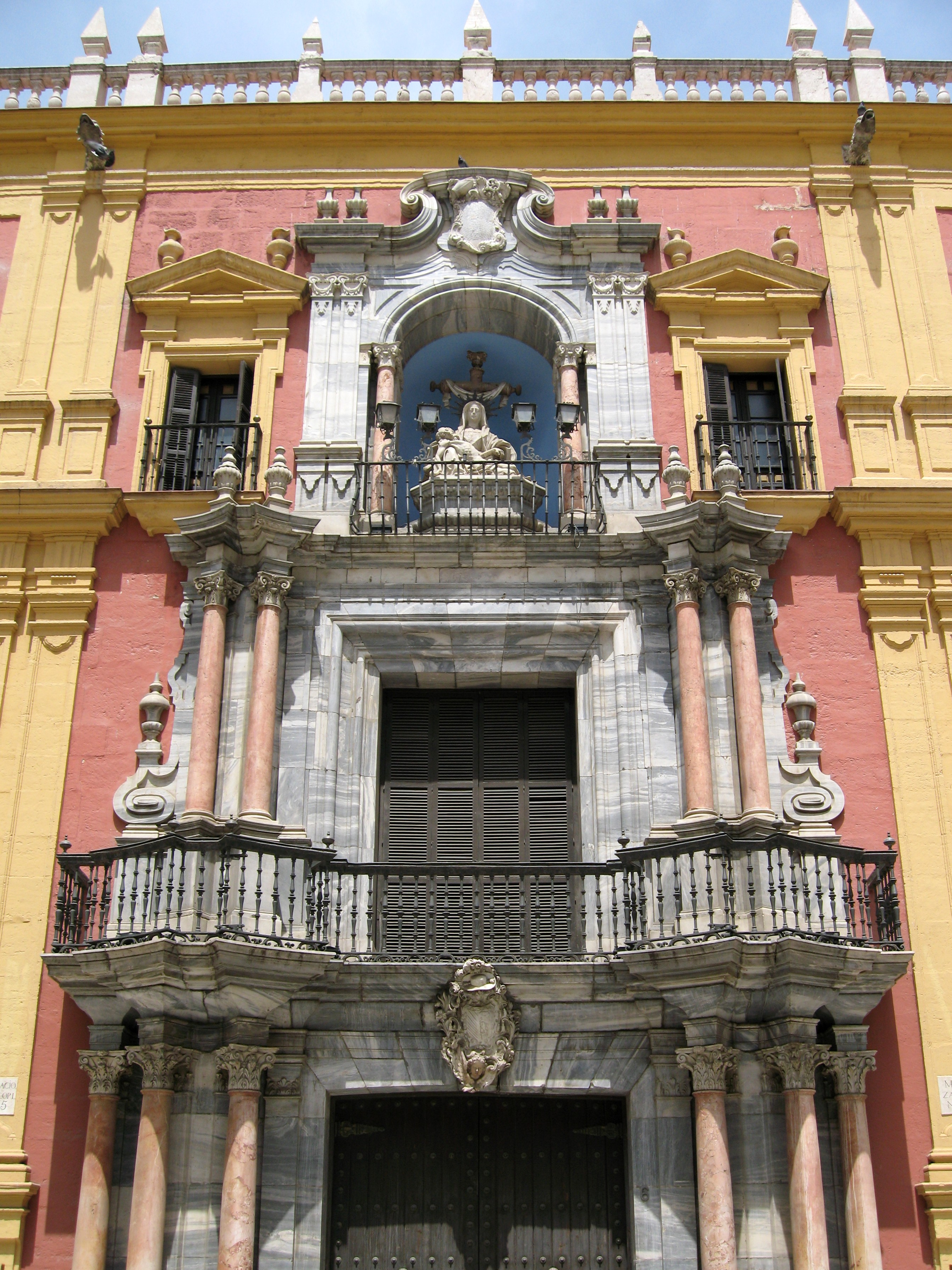
Detalle de la portada del Palacio.

Las realización de este palacio supone la obra más importante de su autor y uno de los mejores ejemplos de la arquitectura civil malagueña, y en ella Ramos distribuye los espacios alrededor de dos patios sucesivos, agrupando en torno al primero de ellos la zona pública del conjunto y levantando un cuerpo bajo con arquerías, mientras que en el segundo dispone sus frentes abiertos con balcones, ubicando sobre un costado una escalera de tipo imperial de doble tiro que comunica con la zona alta del palacio. Alrededor del segundo patio también organizado en dos plantas de altura con una ligera estructura de arquería, se distribuyen las dependencias privadas que se destinan al prelado.
Muy importante por su alta calidad compositiva es el diseño de su fachada principal, de tres plantas de altura, que se articula a través de pilastras pareadas y simples de bajo resalte entre las que se disponen grandes huecos a modo de balcones en las plantas superiores y de ventanales en la inferior. De un barroco clasicista donde destacan los frontones rectos y curvos de los huecos superiores, sobresale en esta fachada su magnífica portada-retablo que se le superpone en el centro, en tres cuerpos de altura, combinando mármoles en colores gris para el fondo y rosa en las columnas, cuyo número decrece progresivamente en cada planta superior. 
En ella destaca el gran balcón de movido diseño sobre la puerta de acceso, los elegantes remates con que se coronan pilastras y columnas, y los escudos que se muestran sobre la puerta de ingreso. Asimismo es de destacar en el último cuerpo de esta portada la profunda hornacina enmarcada entre pilastras con guirnaldas que aloja en su interior una imagen de la Virgen de las Angustias, obra de Fernando Ortiz. 
A la muerte de Antonio Ramos en 1782, las obras de este palacio las continúa su sucesor José Martín de Aldehuela, quizás el autor de la balaustrada de piedra con que se acaba superiormente el edificio, añadido en un momento posterior. 
En 1924, siendo obispo san Manuel González García, se instalaron en la planta baja las Hermanas de la Cruz, congregación fundada por santa Ángela de la Cruz.
El 15 de diciembre de 1930, hubo un intento de incendio del Palacio Episcopal por grupos anticlericales. El 11 de mayo de 1931 el edificio fue asaltado por grupos anticlericales e incendiado, logrando escapar el obispo san Manuel González con la Eucaristía y con las monjas.
Fue objeto de una reconstrucción en la década de 1940. En dicha reconstrucción participaron Fernando Guerrero-Strachan Rosado y Enrique Atencia Molina.
Actualmente parte del edificio ha sido adaptado, tras una rehabilitación acometida en la década de 1990, para sede del Museo Diocesano del Arte Sacro de Málaga. Bien de Interés Cultural, este Palacio Episcopal está catalogado como monumento, según declaración publicada en el BOJA en el año 1991.

## Curiosidades
El Palacio Episcopal, la plaza del Obispo y la catedral de Málaga aparecen en el largometraje  El puente de San Luis Rey  (2004) como escenario de una ciudad del Perú colonial del siglo XVIII.